# 灵峰寺 (周宁县)
灵峰寺，是位于中国福建省宁德市周宁县纯池镇桃洋村的一个宋代古建筑，1989年入选周宁县第二批文物保护单位。
灵峰寺始建于北宋淳化元年（990年），明朝弘治十二年（1499年）重建，现存的大雄宝殿又在1954年重建，天王殿、钟楼和鼓楼在1984年新建。大雄宝殿高12.2米，面阔三间、进深四间，穿斗、抬梁混合式土木结构，重檐歇山顶，寺外约200米处有明朝时期所建的姐妹亭、贱仔墓遗址。